# Bruis (festival)
Bruis was een meerdaags muziekfestival dat begin september plaatsvond in Maastricht.

## Geschiedenis
Het festival is in 2007 begonnen als initiatief van het Maastrichtse poppodium Muziekgieterij in samenwerking met het Mondiaal Centrum.
De eerste edities waren op de Markt. Voor de vijfde editie (2011) verhuisde Bruis naar een nieuw terrein waar het verder kon groeien, het sportterrein van de voormalige Tapijnkazerne ("de Koompe"). In 2012 ontving Bruis de eerste Jan Smeets-Award waarmee het €20.000 ontving voor de programmering van 2012. Het festival Into the Great Wide Open op Vlieland is sinds enkele jaren een vaste partner van Bruis wat betreft de programmering. Het festival ParkCity Live (Heerlen) is in 2014 ook partner van Bruis geworden.
In 2014 werd besloten Festival Bruis onder te brengen in een aparte organisatie met een eigen bestuur na wat strubbelingen eerder dat jaar.
De 2014 editie was qua bezoekersaantallen de meest succesvolle tot nu toe met ongeveer 42.000 bezoekers gedurende 3 dagen. In totaal waren er 40 acts op 3 podia. Door sponsoring van de International School Of Business and Economics (SBE) (Universiteit Maastricht) in verband met een 30-jarige jubileum van de SBE kon Bruis verlengd worden met een extra dag. Door de groter dan verwachte belangstelling voor 'Echo and the Bunnyman' moest op last van de gemeente op vrijdag met toegangsbandjes gewerkt worden om de bezoekersstromen in goede banen te kunnen leiden. Desondanks maakte stichting Bruis in 2015 €48.000 verlies waarna de gemeente Maastricht gevraagd werd het negatieve vermogen van €60.000 te saneren. In maart 2016 honoreerde de gemeente Maastricht dit saneringsverzoek op voorwaarde dat Stichting Bruis in de toekomst financieel gezond zou blijven. Om dit te garanderen werd de controle door de gemeente geïntensiveerd, werd Bruis kleiner van opzet en was de vrijdagavond niet meer vrij toegankelijk.
Om uiteenlopende redenen werd het festival in 2017 niet georganiseerd, maar in 2018 keerde Bruis terug op de festivalkalender. Het werd dat jaar voor het laatst gehouden op "de Koompe". Bruis 2019 werd georganiseerd op de zogenaamde "Stadsweide" in het Frontenpark. Bruis is het eerste grootschalige evenement dat van deze nieuwe festivallocatie gebruik heeft gemaakt. In verband met de coronapandemie ging de editie van 2020 niet door en om dezelfde reden was de editie van 2021 beperkt van opzet en met een maximaal toegestaan aantal bezoekers van 750 per dag. Het festival vond dat jaar voor het eerst plaats op het Richie Backfireplein in het Sphinxkwartier, een open ruimte tussen het poppodium Muziekgieterij en filmhuis Lumière.
De allerlaatste editie vond plaats op 30 augustus tot en met 1 september 2024.

### Edities
- 2007 (Markt; 2 september): Viva la Fête, The Mad Trist, e.a.
- 2008 (Markt; 4 augustus): Goose, Arno, e.a.
- 2009 (Markt; 6 september): Hadouken!, Emeliana Torinni, e.a.
- 2010 (Markt; 4 september): Deus, Absynthe Minded, Babylon Circus, e.a.[12]
- 2011 (De Koompe; 3 en 4 september): De Staat, Crystal Fighters, Black Box Revelation, Balthazar, e.a.[13]
- 2012 (De Koompe; 8 en 9 september): Chef'Special, School is Cool, Ozark Henry, Drive Like Maria, Will and the People, Oscar and the Wolf, e.a.[14][15]
- 2013 (De Koompe; 7 en 8 september): Miles Kane, Handsome Poets, La Pegatina, Kitty, Daisy & Lewis, Claw Boys Claw, SX, Compact Disk Dummies, e.a.[16]
- 2014 (De Koompe; 5,6 en 7 september): Bombay Bicycle Club, The Sore Losers, Kovacs, Charles Bradley, Ásgeir, This Will Destroy You, Oscar and the Wolf, Gabriel Ríos, e.a.[17]
- 2015 (De Koompe; 4,5 en 6 september): Echo & the Bunnymen, Lamb, Archive, Causes, DAAN, Intergalactic Lovers, The Undertones, Con Brio, Douglas Firs, Rats on Rafts, e.a.[18]
- 2016 (De Koompe; 2,3 en 4 september): Ane Brun, Admiral Freebee, Balthazar, Jonathan Jeremiah, Flying Horseman, Bombay, Rag'n'Bone Man e.a.
- 2017: Niet georganiseerd
- 2018 (De Koompe; 31 augustus, 1 en 2 september): Motorpsycho, Django Django, Metz, Warhaus, Tamino e.a.[19]
- 2019 (Frontenpark; 30, 31 augustus en 1 september): Spinvis, Villagers, Finn Andrews, Strand of Oaks, Daniel Norgren, Whispering Sons, Indian Askin e.a.
- 2020 (Frontenpark; 4, 5 en 6 september): afgelast i.v.m. coronapandemie
- 2021 (Richie Backfireplein; 3, 4 en 4 september): dEUS, Balthazar e.a. (beperkte line-up i.v.m. coronapandemie)[9]
- 2022 (Richie Backfireplein; 2, 3 en 4 september): Arsenal, Portland, Midlake, Strand of Oaks, Noordkaap, Sloper, Togo Allstars, Selah Sue e.a.[10]
- 2023 (Richie Backfireplein; 1, 2 en 3 september): Warhaus, Trentemøller, Pip Blom, Isolde Lasoen e.a.
- 2024 (Richie Backfireplein; 30, 31 augustus en 1 september)): Mudhoney, J. Bernhardt, Sylvie Kreusch, Robin Kester, Meltheads, Marathon e.a.